# 1874 na política

## Nascimentos
| Data           | Nome           | Profissão                                   | Nacionalidade                  | Observações | Ref   |
| -------------- | -------------- | ------------------------------------------- | ------------------------------ | ----------- | ----- |
| 22 de novembro | Chaim Weizmann | primeiro presidente de Israel (1948 a 1952) | União Soviética (Bielorrússia) | m.1952      | [ 1 ] |

## Mortes
| Data | Nome | Profissão | Nacionalidade | Observações | Ref |
| ---- | ---- | --------- | ------------- | ----------- | --- |